# 佐多岬
座標: 北緯30度59分42秒 東経130度39分42秒 / 北緯30.99500度 東経130.66167度

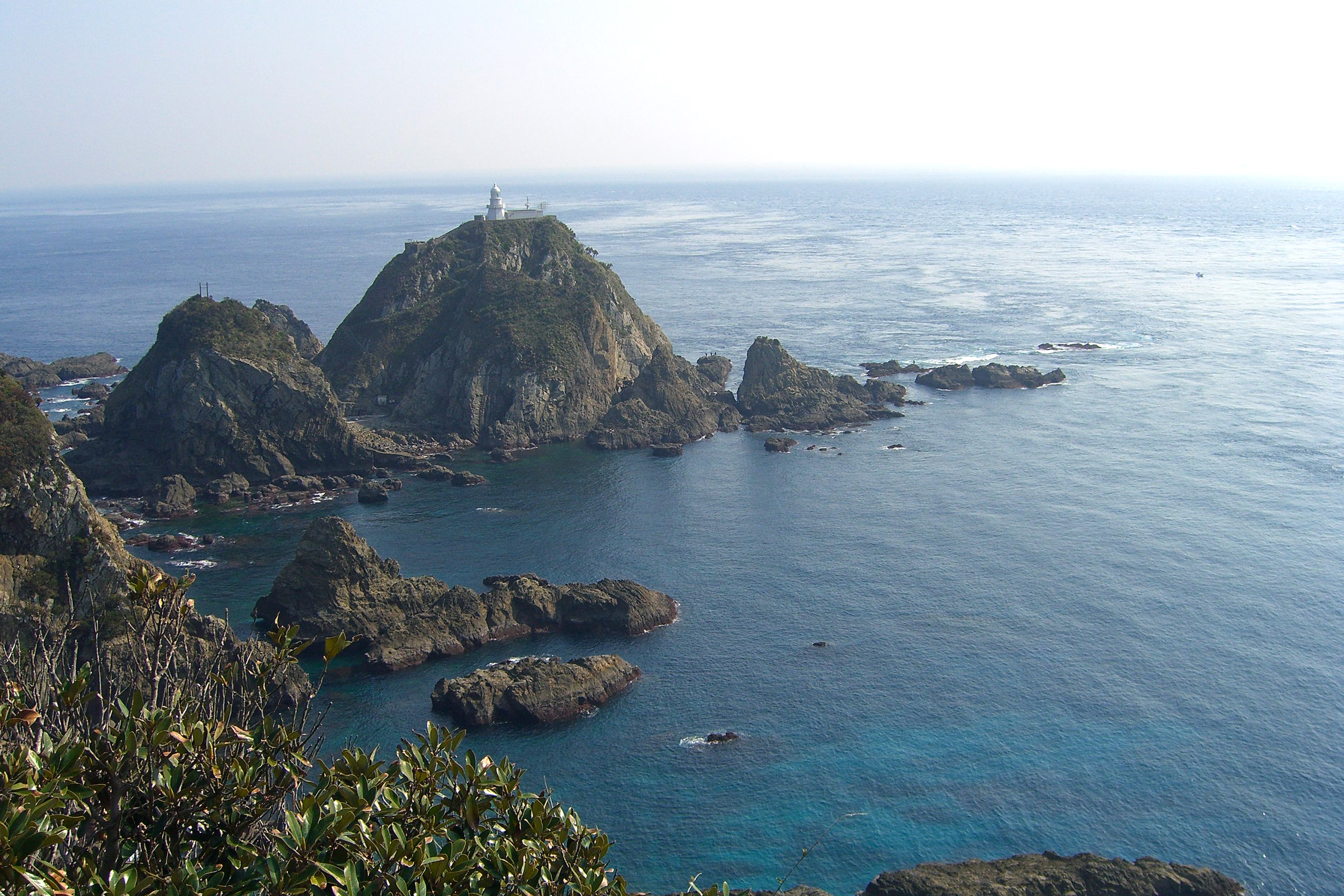
佐多岬展望公園から佐多岬突端を望む

佐多岬（さたみさき）は、鹿児島県肝属郡南大隅町佐多馬籠に位置し、大隅海峡に面する岬。北緯30度59分42秒、東経130度39分42秒。鹿児島湾東岸の大隅半島のみならず、九州本島の最南端にあたる。霧島錦江湾国立公園（旧・霧島屋久国立公園）に含まれる。
佐多岬先端部は2012年10月29日まで一帯を管理していた岩崎産業が運営する佐多岬展望公園として入園料を徴収していたが、10月30日付で譲渡され南大隅町の所有となり、無料で入園できるようになった。

## 地理

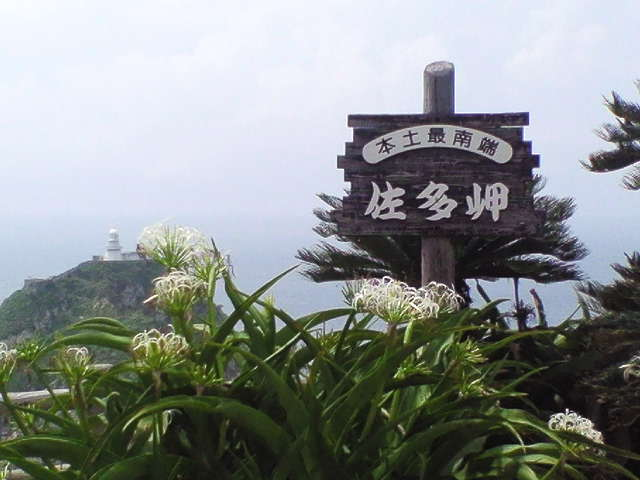
佐多岬展望公園

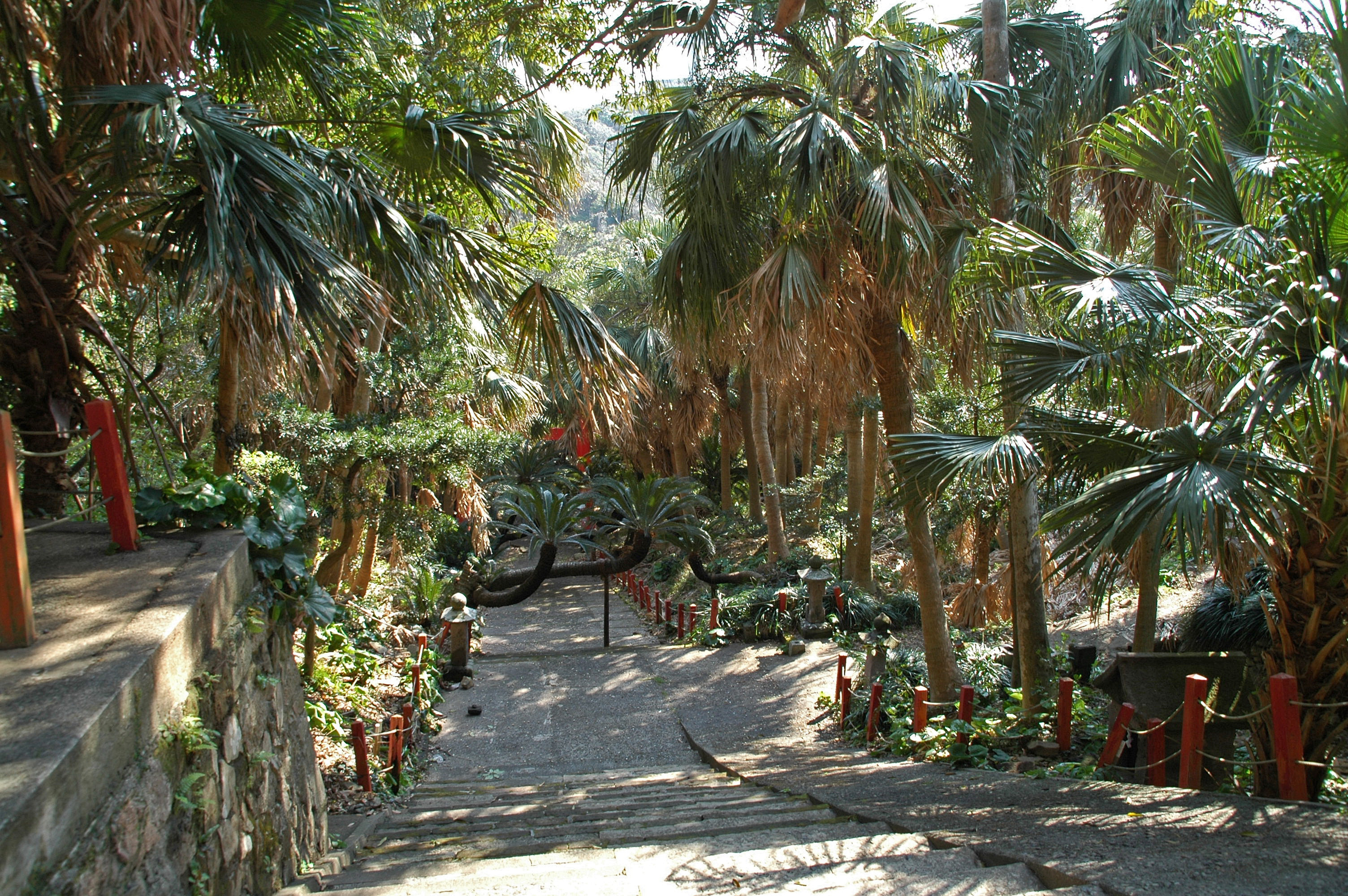
自生するソテツ・ビロウ

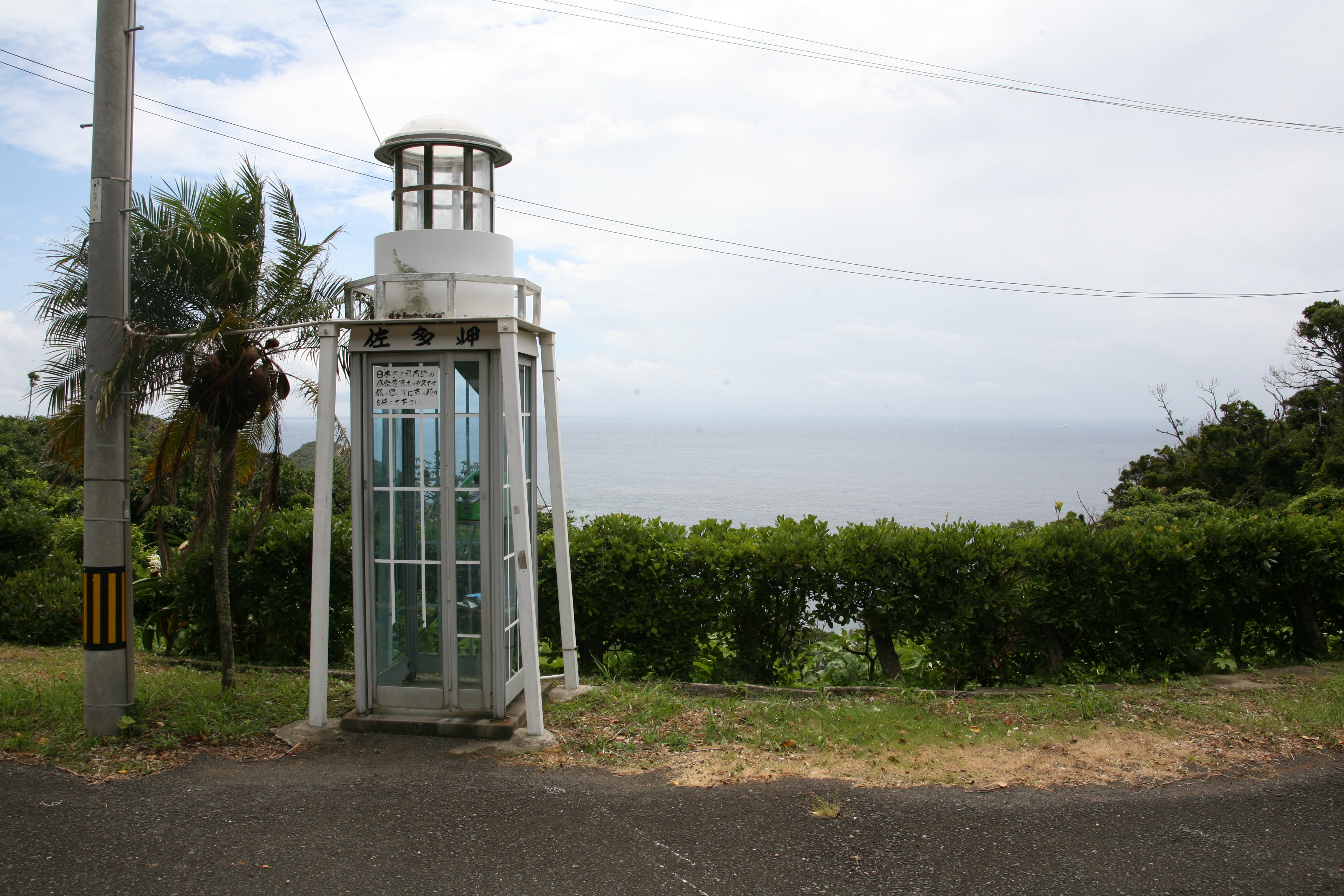
駐車場にある九州最南端の公衆電話

岬の北約600メートルの所を北緯31度線が通過しており、ニューデリーやカイロと同緯度である。北東から伸びてきた大隅半島が細まり海へと没する地点で、岬の先にもしばらく岩礁が続く。中生代の砂岩や頁岩が互層を成した海食崖が見られる。
岬の東方に枇榔島（びろうじま）が、岬から岩礁を隔てて南方100メートルに大輪島（おおわじま）が浮かぶ。岬の背後に控える山塊は御崎山あるいは蘇鉄山と呼ばれており山腹に御崎神社がある。また岬の先端からは、天候によっては種子島・馬毛島・屋久島や三島村の島々、薩摩半島南部の開聞岳などを望むことができる。
一帯に群生するソテツは「鹿児島県のソテツ自生地」として国の特別天然記念物に指定されている。他にもハマユウ、ビロウなどの亜熱帯植物が自生する。

## 歴史
708年（和銅元年）、佐多岬近くに御崎神社（みさきじんじゃ）が創建された。古くは御崎三所権現と呼ばれており、毎年旧暦の正月20日、2月18日、9月19日に祭礼が行われ周辺から多くの人々を集めていた。
1871年（明治4年）、大輪島に佐多岬燈台が設置された。海抜 60メートル、光達21.5海里。初代の建物は、明治初期の日本で多くの灯台を手がけた英国人リチャード・ヘンリー・ブラントンの設計だったが、太平洋戦争で空襲を受けたため、1950年（昭和25年）に再建された。
1964年（昭和39年）3月16日に、霧島国立公園に錦江湾地域および屋久島地域を加えて霧島屋久国立公園とした際に、佐多岬地域も錦江湾地域に含まれ国立公園となった。また1970年（昭和45年）7月1日には佐多岬周辺が海浜公園にも指定されている。その後2012年（平成24年）3月16日に屋久島地域が分離したため、霧島錦江湾国立公園となっている。

### 佐多岬ロードパーク
1963年（昭和38年）に岬の近くまで、地元の岩崎グループが道路を建設し、1964年（昭和39年）から佐多岬ロードパークとして有料道路（一般自動車道）として供用が開始された。これにより観光開発が進むことになった。しかし佐多岬ロードパークの通行量は1973年（昭和48年）をピークとして減少するようになり、岩崎側は経営難を理由に2003年（平成15年）に道路の休止を打ち出した。これに対して重要な観光資源であるとして地元側が休業の延期を要請し、2007年（平成19年）4月26日に地元の南大隅町に道路が譲渡されて無料の町道となり、人や自転車なども通行可能となった。その後も佐多岬ロードパークの第二料金所より先の区間については引き続き岩崎側が管理し、公園入口で入場料を徴収していた。しかし、展望台などの施設は老朽化が進行しており、国立公園内であり規制が多くて採算が合わないとして「今後投資の意向はない」と明言して、一帯を行政に移譲したい考えを示していた。その後の交渉の結果、南大隅町が5億2560万円を投じて第二料金所から公園入口までの約6万7000平方メートルの道路を岩崎から購入し、これ以外の園内の遊歩道などは無償譲渡されることになった。こうして2012年（平成24年）10月30日に佐多岬ロードパークが完全に町道に移管され、佐多岬展望公園への入場が無料化された。その後、老朽化した展望台とレストハウスの撤去工事が2012年12月3日から始まり、2013年5月31日までに完全に撤去された。2018年（平成30年）1月16日から、新しい鉄筋コンクリート平屋建て165平方メートルの展望台が使用開始され、屋上から景色を眺めることができるようになった。

## 交通

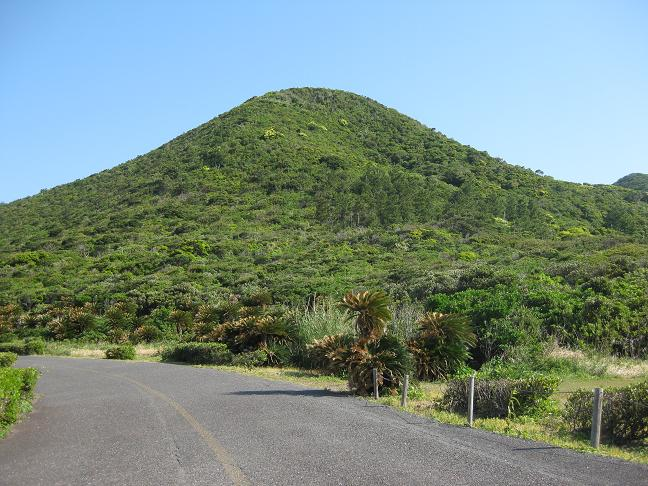
佐多岬ロードパークの景色

大隅半島の中心地である鹿屋市から、国道269号・鹿児島県道68号鹿屋吾平佐多線・佐多岬ロードパーク経由で佐多岬駐車場まで自動車で到達できる。佐多岬駐車場から佐多岬先端部の展望台跡までは徒歩で移動する必要がある。なお、公園内の歩道はバリアフリー未対応である。
かつては大隅交通ネットワークによって大泊（佐多岬ロードパーク入口）と佐多岬駐車場を結ぶバスが運行されていたが、2006年（平成18年）11月8日に廃止された。そのため、定期運行されている公共交通機関で佐多岬駐車場まで到達することはできない。
その他、佐多岬ロードパークを経由せずに、田尻漁港付近から佐多岬先端部までの海岸沿いを徒歩で行くルートが存在する。

## ギャラリー

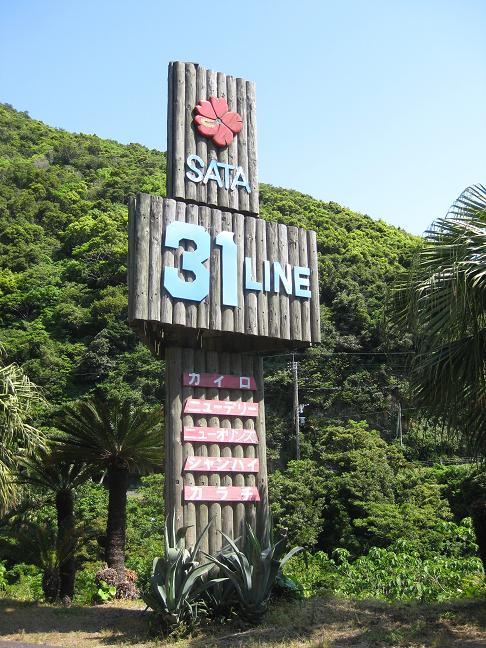
北緯31°線のモニュメント
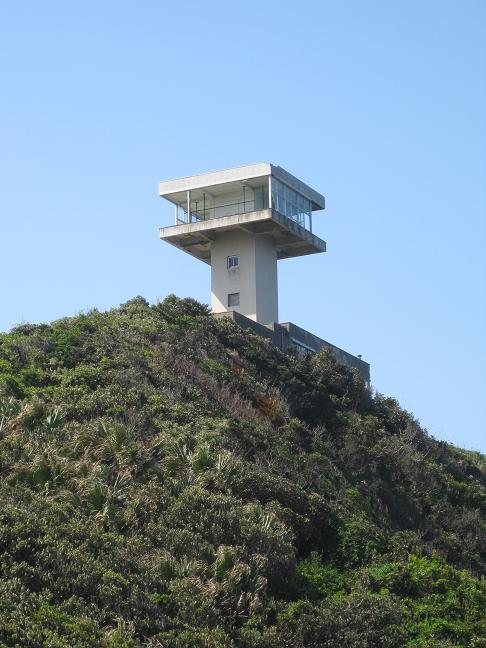
佐多岬展望台
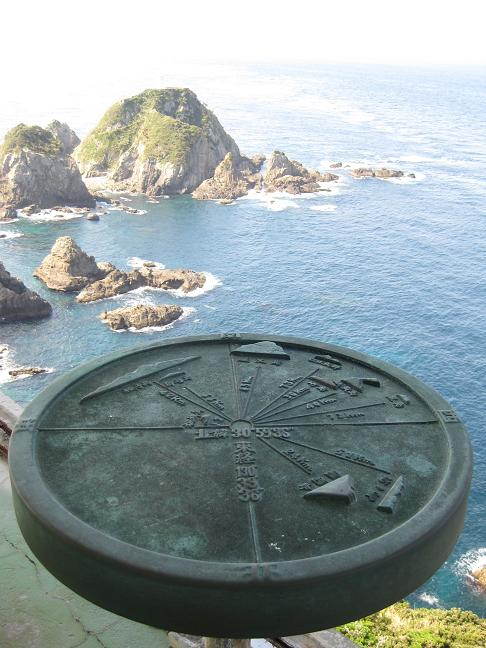
岬から各島まで距離
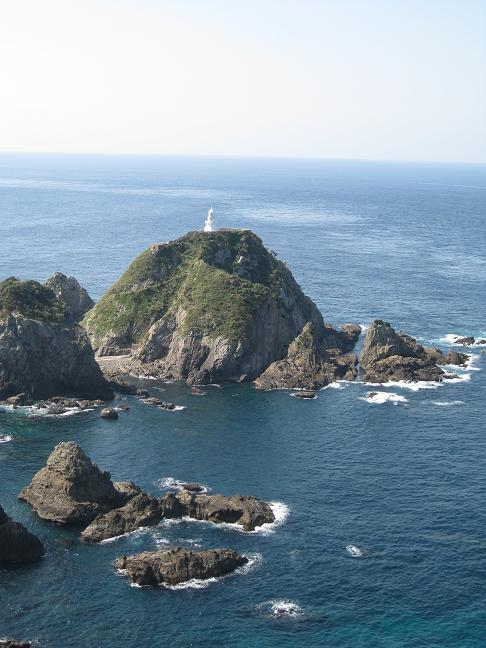
展望台から見た佐多岬灯台
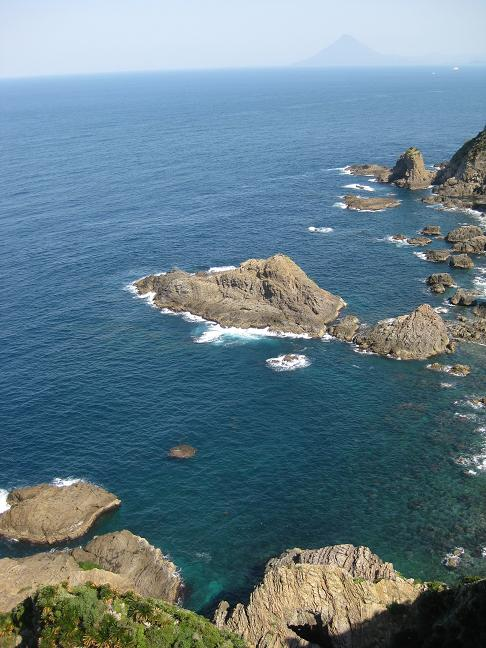
海上に薩摩半島の開聞岳
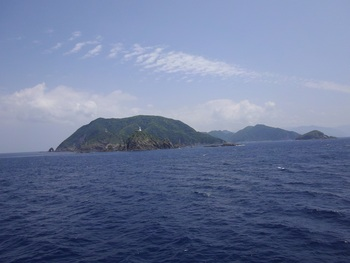
海上からの佐多岬灯台
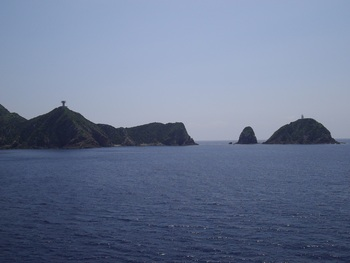
右が佐多岬灯台、左が展望所(台)公園。(H25年で展望台(所)は解体。)
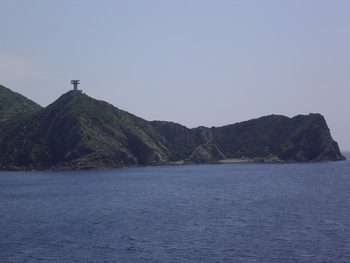
在りし頃、公園内展望台(台)・レストハウス。
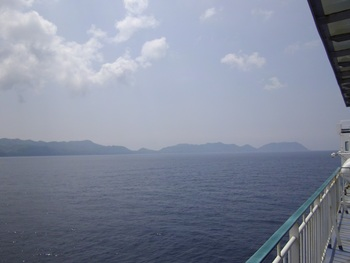
鹿児島湾（錦江湾）内から大隅半島先端部を臨む。左側が桜島、山を越えた奥側が志布志・宮崎方向。
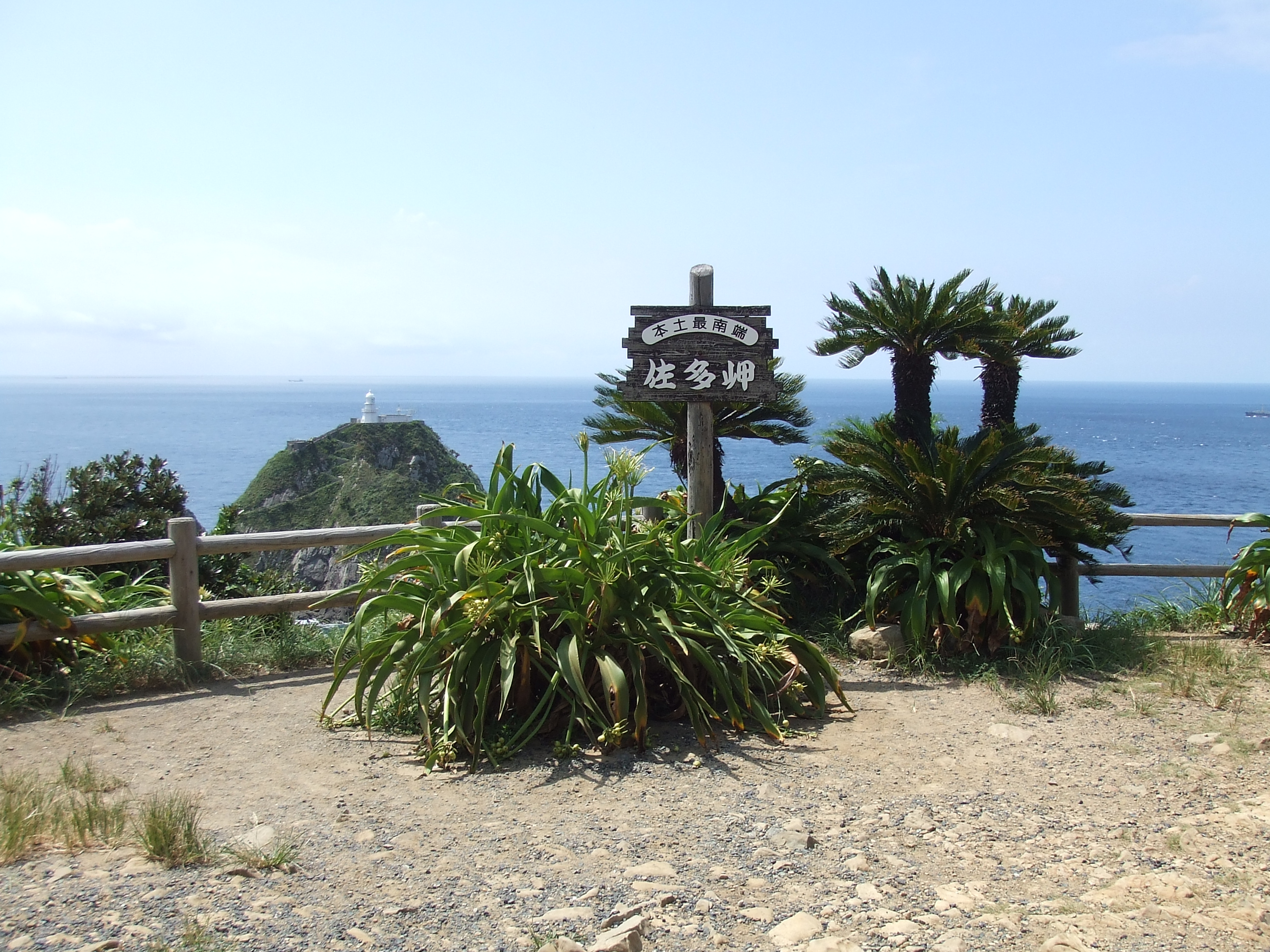
佐多岬 展望公園の様子（2006年8月19日）
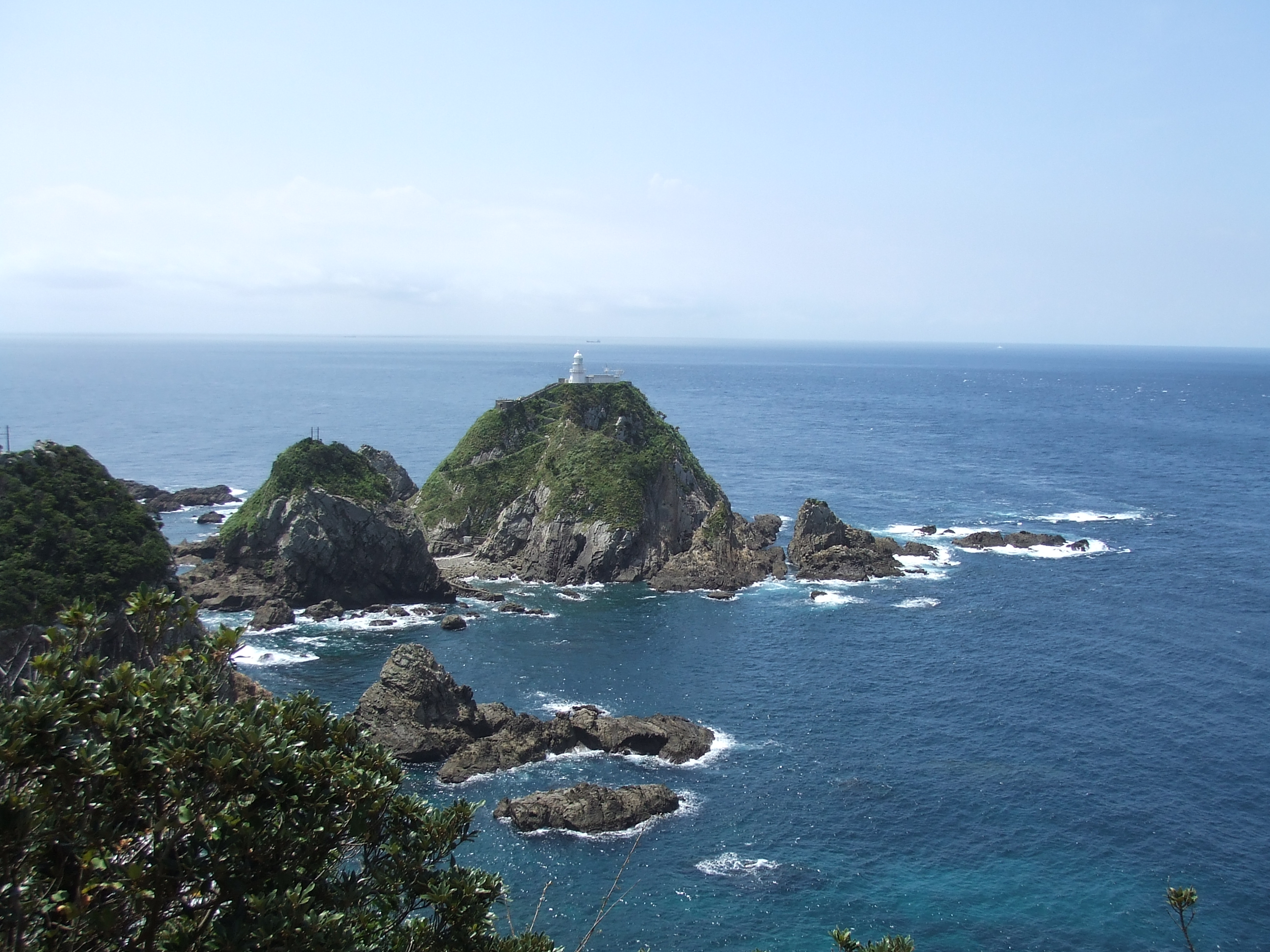
展望公園からの眺め 前方に見えるのが佐多岬灯台（2006年8月19日）
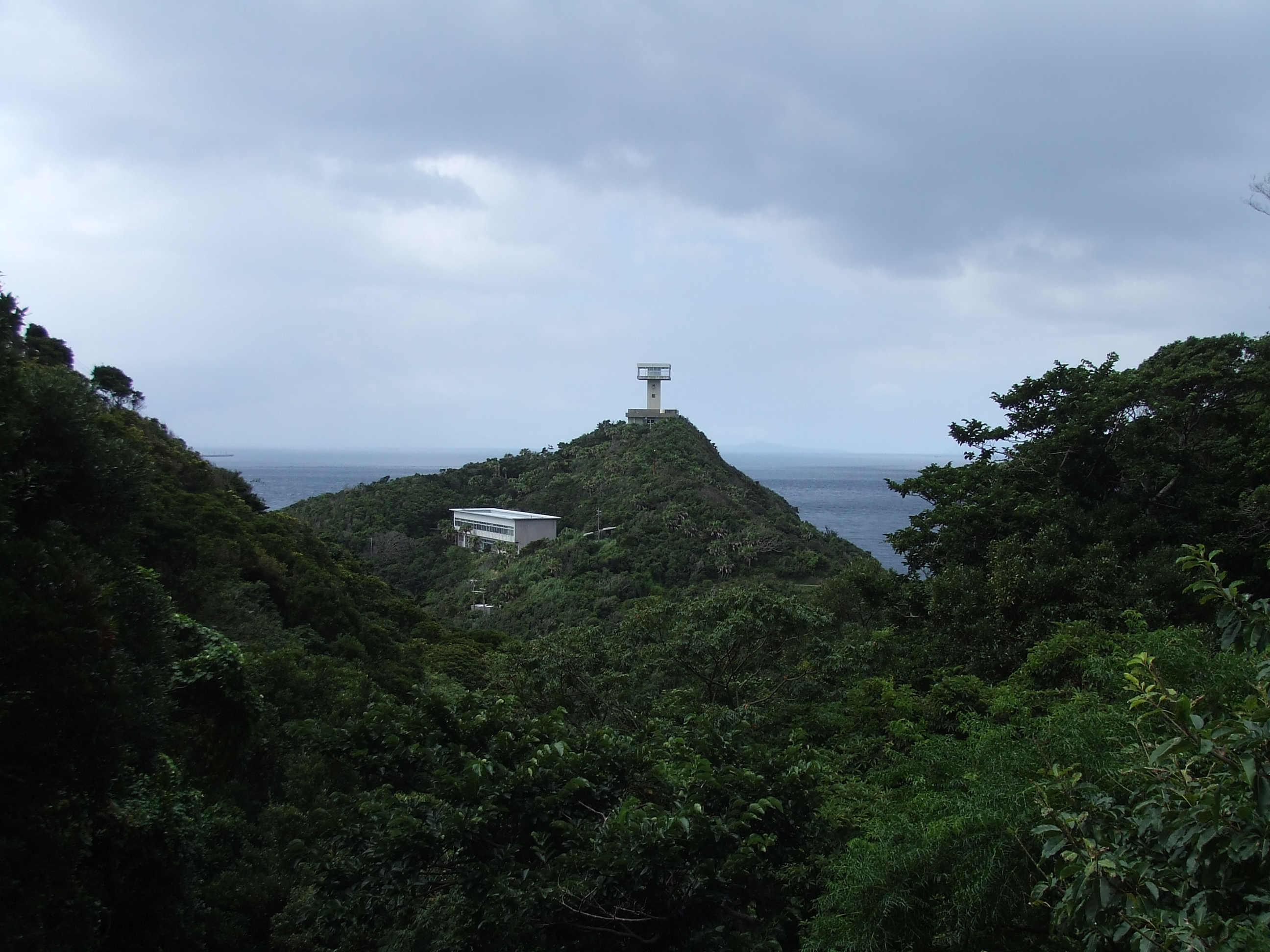
佐多岬 手前から展望公園を望む（2006年8月19日）
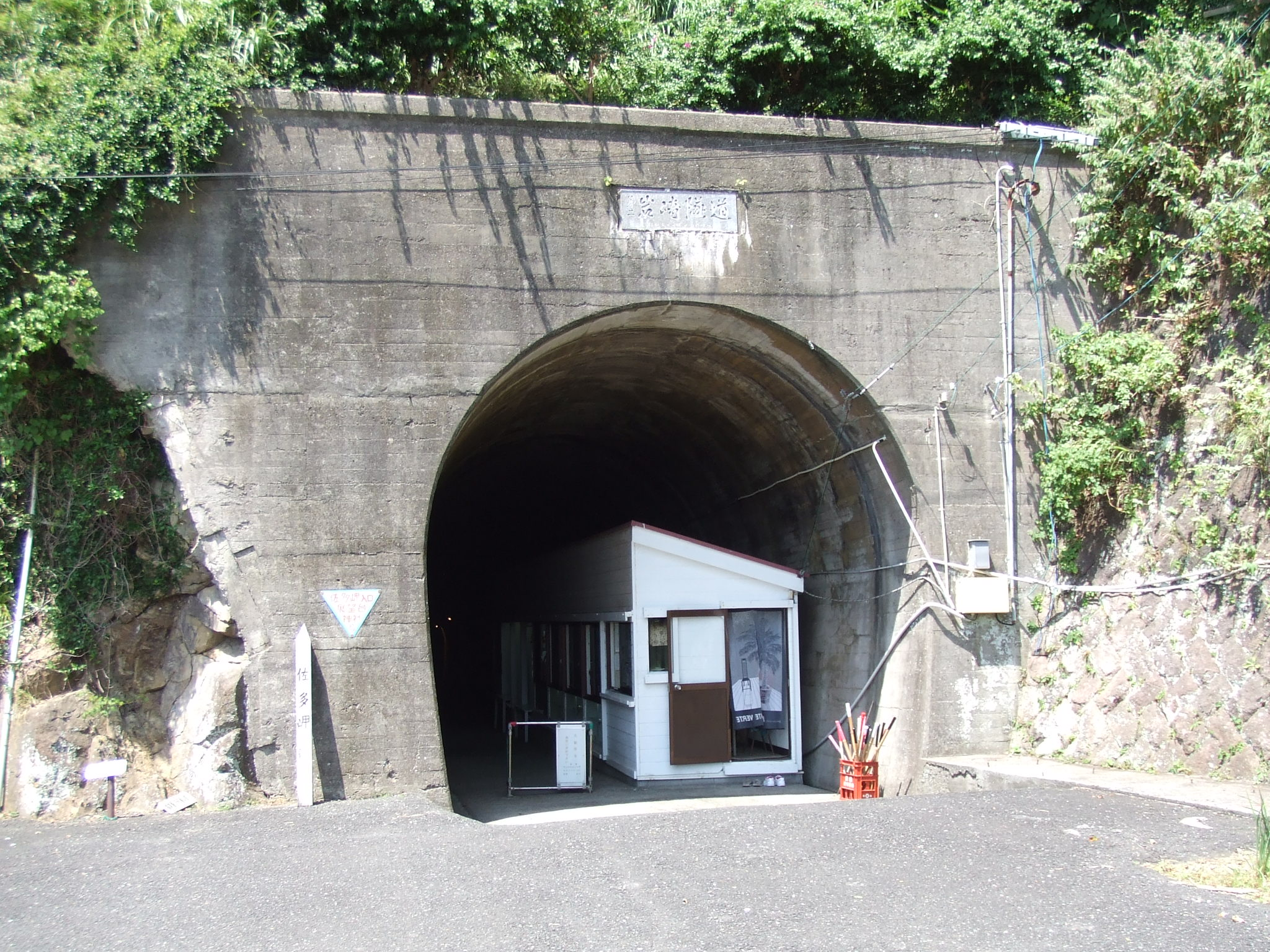
佐多岬 展望台につづくトンネル 以前は料金所があったが現在は無料で開放されている（2006年8月19日）
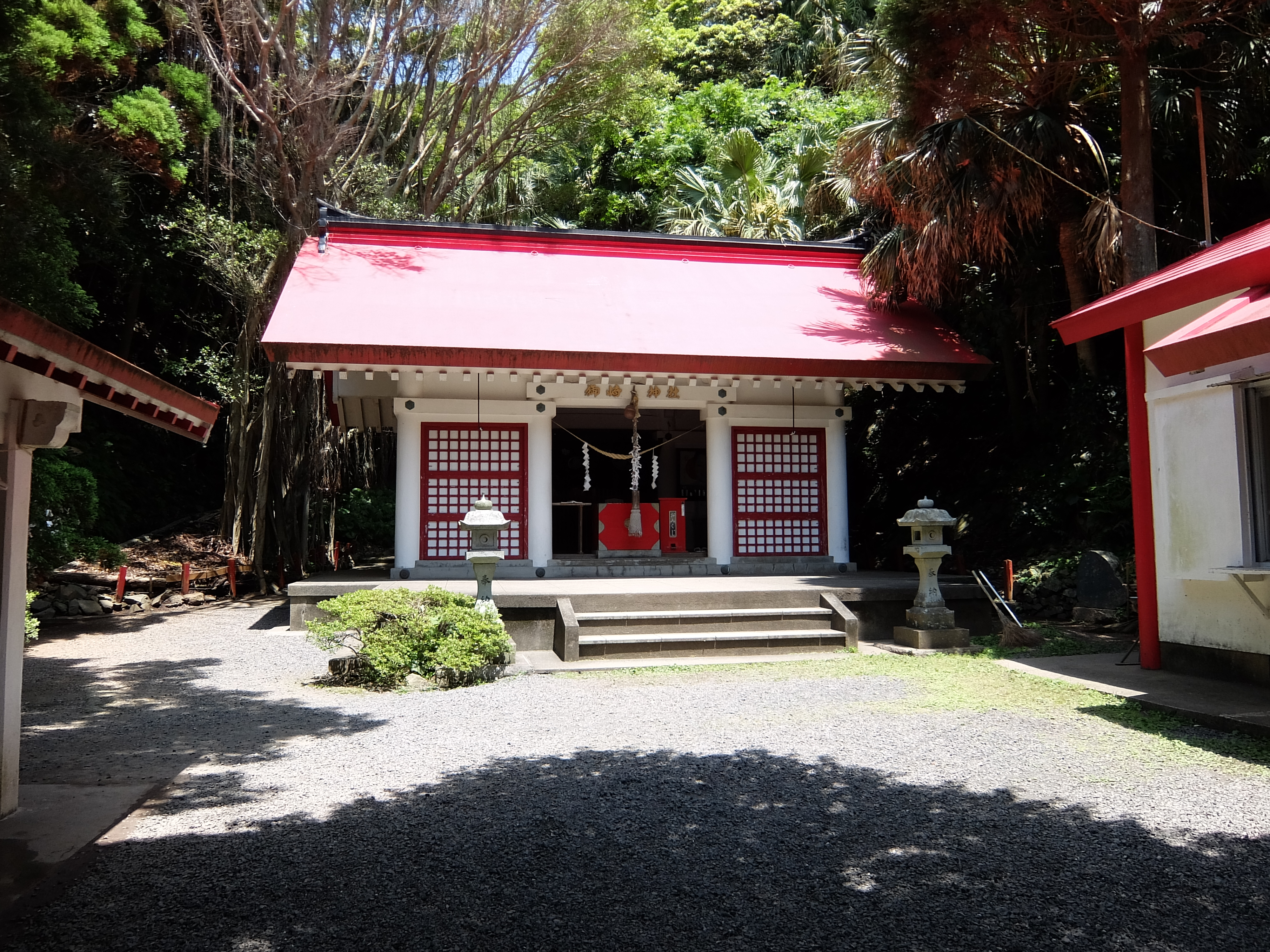
御崎神社（2015年5月）